# Gastón Soffritti
Gastón Soffritti, all'anagrafe Gastón Nicolás Soffritti (Buenos Aires, 13 dicembre 1991), è un attore argentino.
È conosciuto per le sue recitazioni nelle serie televisive Flor speciale come te, Chiquititas, Il mondo di Patty, Sueña conmigo e Graduados.

## Biografia
Soffritti debutta in televisione nel 2000 partecipando al programma  Café Fashion, raccontando barzellette in una piccola parte del programma. Un anno dopo nel 2001 si presenta al casting della telenovela Yago, pasión morena, dove cercavano un bambino di 7 anni per il ruolo di Mateo Sirenio, anche se lui aveva 9 anni viene scelto comunque per il ruolo. Nel 2002 partecipa allo spettacolo teatrale Pequeños Fantasmas, dove interpreta Miguel.  Nel 2003 viene convocato dalla produttrice Cris Morena per fare parte della telenovela per giovani  Rincón de luz, basato sulla serie Chiquititas, nel ruolo di Guillermo. Due anni più tardi torna in televisione sempre tramite Cris Morena prendendo parte alla seconda stagione di  Flor - Speciale come te, dove interpreta Santiago.Nel 2006 partecipa a Chiquititas 2006 (Chiquititas sin fin) nei panni di Pulgas. Sempre nel 2006 è doppiatore in spagnolo del personaggio "Dash Parr" del film della Disney Gli incredibili.
Nel 2007  viene convocato da Marcelo Tinelli per fare parte della telenovela e nei riadattamenti teatrali de Il mondo di Patty. Alla fine del 2009  lavora nella produzione italiana Un paradiso per due, film televisivo diretto da Pier Luigi Belloni in onda dal 6 aprile 2010 su Canale 5, al fianco di Laura Esquivel e la protagonista Vanessa Incontrada.
Nel 2010 - 2011 gira la serie di Nickelodeon Sueña conmigo, dove interpreta il ruolo del co-protagonista Ivan. Soffritti ha preso parte anche alla versione teatrali della serie.
Nel 2011 prende parte ad un episodio di Historias de la primera vez e in seguito diventa uno dei protagonisti della telenovela di successo, Graduados.
Nel corso del 2012 prende parte alla telecommedia Graduados, creata da Sebastian Ortega, diretta da Miguel Colom e come protagonisti Nancy Duplaa e Daniel Hendler. Lui interpreta a Martín Cataneo. A ottobre dello stesso anno firma un contratto con la produttrice JazProduccionesper far parte della commedia teatrale, Los Grimaldi, insieme agli attori Rodolfo Ranni e Georgina Barbarossa e altri.
Nel 2013 entra a far parte del cast di Los vecinos en guerra e recita al fianco di Candela Vetrano. In questo stesso anno partecipa ai Martin Fierro per il programma Graduados dove vince il premio più importante, cioè il Martin Fierro Oro.
Nel 2014 recita nella mini serie El otro, no todo lo que ves, e prende parte al cast della telenovela de Pol-ka, Noche y día, i cui protagonisti sono Facundo Arana  e Romina Gaetani.
Nel 2016 partecipa nella telenovela Por amarte así trasmessa su Telefé ,interpretando a Manuel Correa, una giovane promessa del calcio la cui vita cambia improvvisamente dopo essere investito da un a macchina, alla cui guida si trova Mercedes (Brenda Asnicar), rimarrà paralitico.
Prende lezioni di canto con Willie Lorenzo, suona la batteria e la chitarra. Ha suonato nella band creata con alcuni compagni de Il mondo di Patty: Andrés Gil, Santiago Talledo, Nicolas Zuviria e Tomas Pacifico (figlio di Juan Darthés) chiamata 'Wild Indigo'. In seguito canta in una band propria 'Kimera 9' e nel 2013 ha creato un nuovo gruppo, i 'The Groove'. È un grande tifoso del San Lorenzo e ama giocare a calcio.
È stato fidanzato per circa due anni con Nicole Luis  la sua collega in Il mondo di Patty; mentre nel 2011 con Barbie Velez; i due si lasciano quando lui si trova a dover lavorare di nuovo con la sua collega e amica Candela Vetrano, lo stesso anno, rimanendo in buoni rapporti.
Nel 2018 prende parte al cast di Simona, di Pol-ka Producciones. La protagonista è Ángela Torres e altri del cast sono Agustín Casanova, Juan Darthés, Ana María Orozco, e molti altri.

## Filmografia

### Cinema
- Gli Incredibili - Una "normale" famiglia di supereroi, regia di Brad Bird (2004) – voce
- El desafío, regia di Juan Manuel Rampoldi (2015)

### Televisione
- Yago, pasión morena – serial TV, 161 episodi (2001)
- Rincón de luz – serial TV, 200 episodi (2003)
- Flor - Speciale come te (Floricienta) – serial TV (2004)
- Chiquititas – serial TV, 150 episodi (2006)
- Il mondo di Patty (Patito Feo) – serial TV, 290 episodi (2007-2008)
- Un paradiso per due – film TV, regia di Pier Luigi Belloni (2010)
- Sueña conmigo – serial TV, 150 episodi (2010-2011)
- Historias de la primera vez – serie TV, episodio 1x05 (2011)
- Graduados – serial TV, 178 episodi (2012)
- Los vecinos en guerra – serial TV, 146 episodi (2013-2014)
- La celebración – serie TV (2014)
- Noche y día – serial TV, 180 episodi (2014-2015)
- Por amarte así – serial TV, 60 episodi (2016-2017)
- Simona – serial TV, 60 episodi (2018)
- Sandro de América – serie TV (2018)
- Millennials – serie TV (2018-2021)
- Inconvivencia – serie TV (2019)
- Los protectores – serie TV (2023)
- Cromañón - serie TV (2024)

## Programmi televisivi
- Celebrity Splash (2013, Telefe)
- Bailando por un sueño (2017, Canale 13)
- Pareja o Despareja (2019, Net TV)
- MasterChef Celebrity Argentina (2023, Telefe)

## Doppiatori italiani
Nelle versioni in italiano delle opere in cui ha recitato, Gastón Soffritti è stato doppiato da:
- Lorenzo De Angelis in Il mondo di Patty e Un paradiso per due.[5]
- Federico Bebi in Flor - Speciale come te
- Niccolò Ward in Sueña conmigo